# Brad Hunt (Schauspieler)
Brad Hunt (* 1964? in Moberly, Missouri) ist ein US-amerikanischer Schauspieler.

## Karriere
Brad Hunt stammt aus Missouri und ist seit 1983 als Schauspieler aktiv. Seine erste Rolle übernahm er in dem Film Handgun – Der Waffenarr. In der Folge war er hauptsächlich in weiteren Filmnebenrollen zu sehen, etwa in Postcards from America, Ed – Die affenstarke Sportskanone, Nach eigenen Regeln, Fire Down Below, Um jeden Preis, Magnolia, The Journeyman, Blow, Das Tribunal, The Darwin Awards, President Evil, Just Add Water oder Tomorrow’s End.
Neben seinen Filmauftritten ist Hunt auch häufig in Gastrollen, im US-Fernsehen zu sehen, darunter New York Cops – NYPD Blue, CSI: Vegas, In Justice, Monk, Numbers – Die Logik des Verbrechens, Dolhouse, Cold Case – Kein Opfer ist je vergessen, Major Crimes, Perception, The Bridge – America, The Last Tycoon oder Criminal Minds.
Neben seiner Schauspieltätigkeit ist Hunt Singer-Songwriter der Alternative-Rock-Band The Stiky Sideup.

## Filmografie (Auswahl)
- 1983: Handgun – Der Waffennarr (Handgun)
- 1989: Freddy’s Nightmares: A Nightmare on Elm Street – Die Serie (Freddy’s Nightmares, Fernsehserie, Episode 2x10)
- 1991: Wunderbare Jahre (The Wonder Years, Fernsehserie, Episode 5x01)
- 1993: SeaQuest DSV (Fernsehserie, eine Episode)
- 1994: Postcards from America
- 1996: Ed – Die affenstarke Sportskanone (Ed)
- 1996: Nach eigenen Regeln (Mulholland Falls)
- 1997: Dream with the Fishes
- 1997: Fire Down Below
- 1997: Favorite Son
- 1999: Clubland
- 1999: Magnolia
- 2001: The Journeyman
- 2001: Blow
- 2001: Cookers
- 2001: The Ghost
- 2002: Cherish
- 2002: Das Tribunal (Hart’s War)
- 2003: Reeseville
- 2003: New York Cops – NYPD Blue (NYPD Blue, Fernsehserie, 3 Episoden)
- 2004: Em & Me
- 2004: CSI: Vegas (CSI: Crime Scene Investigation, Fernsehserie, Episode 5x04)
- 2005: Lucky 13
- 2006: The Darwin Awards
- 2006: In Justice (Fernsehserie, Episode 1x07)
- 2006: Monk (Fernsehserie, Episode 5x08)
- 2006: President Evil
- 2008: Just Add Water
- 2008: Numbers – Die Logik des Verbrechens (Numb3rs, Fernsehserie, Episode 5x07)
- 2009: Dollhouse (Fernsehserie, Episode 1x05)
- 2009: Cold Case – Kein Opfer ist je vergessen (Cold Case, Fernsehserie, Episode 7x09)
- 2011: Tomorrow’s End
- 2013: Major Crimes (Fernsehserie, Episode 2x02)
- 2014: Perception (Fernsehserie, Episode 3x07)
- 2014: The Bridge – America (Fernsehserie, 2 Episoden)
- 2016: You’re the Worst (Fernsehserie, Episode 3x05)
- 2016–2017: The Last Tycoon (Fernsehserie, 2 Episoden)
- 2017: Juvenile
- 2018: Criminal Minds (Fernsehserie, Episode 13x10)
- 2019: Too Old to Die Young (Miniserie, Episode 1x05)